# Дамп'єрр (Жура)
Дамп'є́рр (фр. Dampierre) — муніципалітет у Франції, у регіоні Бургундія-Франш-Конте, департамент Жура. Населення — 1319 осіб (01.01.2021).
Муніципалітет розташований на відстані близько 320 км на південний схід від Парижа, 24 км на південний захід від Безансона, 60 км на північ від Лонс-ле-Соньє.

## Історія
У 1956-2015 роках муніципалітет перебував у складі регіону Франш-Конте. Від 1 січня 2016 року належить до нового об'єднаного регіону Бургундія-Франш-Конте.
1 січня 2019 року до Дамп'єрр приєднали колишній муніципалітет Ле-Петі-Мерсе.

## Демографія
Динаміка населення (Commune de Dampierre pour l’Ancien Régime, Insee, Ehess ):
Розподіл населення за віком та статтю (2006):
| Стать | Всього | До 15 років | 15-24 | 25-44 | 45-64 | 65-85 | Понад 85 |
| --- | ------ | ----------- | ----- | ----- | ----- | ----- | -------- |
| Чоловіки | 563    | 159         | 53    | 175   | 116   | 52    | 8        |
| Жінки | 595    | 153         | 36    | 182   | 108   | 88    | 28       |
| \| Статево-вікова піраміда \| Статево-вікова піраміда \| Статево-вікова піраміда \| \| ----------------------- \| ----------------------- \| ----------------------- \| \| Чоловіки \| Вік \| Жінки \| \| 8 \| 85 + \| 28 \| \| 4 \| 80-84 \| 24 \| \| 4 \| 75-79 \| 12 \| \| 20 \| 70-74 \| 28 \| \| 24 \| 65-69 \| 24 \| \| 16 \| 60-64 \| 16 \| \| 28 \| 55-59 \| 36 \| \| 36 \| 50-54 \| 24 \| \| 36 \| 45-49 \| 32 \| \| 45 \| 40-44 \| 36 \| \| 49 \| 35-39 \| 36 \| \| 53 \| 30-34 \| 65 \| \| 28 \| 25-29 \| 45 \| \| 8 \| 20-24 \| 16 \| \| 45 \| 15-20 \| 20 \| \| 57 \| 10-14 \| 40 \| \| 57 \| 5-9 \| 40 \| \| 45 \| 0-4 \| 73 \| |        |             |       |       |       |       |          |
| Статево-вікова піраміда |        |             |       |       |       |       |          |
| Чоловіки | Вік    | Жінки       |       |       |       |       |          |
| 8 | 85 +   | 28          |       |       |       |       |          |
| 4 | 80-84  | 24          |       |       |       |       |          |
| 4 | 75-79  | 12          |       |       |       |       |          |
| 20 | 70-74  | 28          |       |       |       |       |          |
| 24 | 65-69  | 24          |       |       |       |       |          |
| 16 | 60-64  | 16          |       |       |       |       |          |
| 28 | 55-59  | 36          |       |       |       |       |          |
| 36 | 50-54  | 24          |       |       |       |       |          |
| 36 | 45-49  | 32          |       |       |       |       |          |
| 45 | 40-44  | 36          |       |       |       |       |          |
| 49 | 35-39  | 36          |       |       |       |       |          |
| 53 | 30-34  | 65          |       |       |       |       |          |
| 28 | 25-29  | 45          |       |       |       |       |          |
| 8 | 20-24  | 16          |       |       |       |       |          |
| 45 | 15-20  | 20          |       |       |       |       |          |
| 57 | 10-14  | 40          |       |       |       |       |          |
| 57 | 5-9    | 40          |       |       |       |       |          |
| 45 | 0-4    | 73          |       |       |       |       |          |

## Економіка
2010 року серед 747 осіб працездатного віку (15—64 років) 562 були активними, 185 — неактивними (показник активності 75,2%, у 1999 році було 75,6%). З 562 активних мешканців працювало 517 осіб (279 чоловіків та 238 жінок), безробітними було 45 (25 чоловіків та 20 жінок). Серед 185 неактивних 58 осіб було учнями чи студентами, 70 — пенсіонерами, 57 були неактивними з інших причин.

У 2010 році в муніципалітеті числилось 467 оподаткованих домогосподарств, у яких проживали 1187,5 особи, медіана доходів виносила 18 787 євро на одного особоспоживача